# Макар'є
Мака́р'є (рос. Макарье) — село у складі Котельницького району Кіровської області, Росія. Адміністративний центр Макар'євського сільського поселення.
Населення становить 1033 особи (2010, 1216 у 2002).
Національний склад станом на 2002 рік — росіяни 98 %.